# Racetrack Lacuna
La Racetrack Lacuna è una struttura geologica della superficie di Titano.